# Новый год в Румынии
Новый год в Румынии (рум. Anul Nou, Анул Ноу) — государственный праздник, отмечаемый румынами в соответствии с григорианским календарём, наступающий в ночь с 31 декабря на 1 января. Несмотря на то, что Румыния православная страна, Рождество здесь предшествует Новому году и отмечается в ночь с 24 на 25 декабря. Румынского Деда Мороза зовут Мош Крэчун (Старик или Дед Рождество). Рождественские традиции в стране тесно переплетены с новогодними. Сам Новый год в Румынии поэтому часто называют малым рождеством.

## Румынские народные поверья
По румынской легенде семья пастуха Крэчуна приютила Деву Марию. Дева Мария родила, и Мош Крэчун одарил Деву Марию и её ребенка молоком и сыром. С тех пор Святой Мош Кэрчун дарит детям подарки. Традиционно празднование Нового года происходит в кругу семьи или близких друзей за новогодним столом. Молодёжь в последнее время предпочитает большие шумные компании и тусовки в центре города. В новогоднее утро румынские дети от 5 до 14 лет колядуют по соседним домам с ветками яблонь или груш, как символ плодородия, украшают их разноцветной бумагой, блестками, позолотой и искусственными цветами. Эти ветки обычно срезают 30 ноября (в день Святого Андрея), проращивают в стакане воды и сохраняют свежими до Нового года. Дети стучат в дом, поют коляды и желают хозяевам счастья и долгих лет. При этом веточкой нужно прикоснуться к каждому члену семьи. Так же поступают дети и со всеми прохожими. За это им принято дарить яблоки, конфеты, давать деньги
По румынским поверьям в канун Нового года раскрываются небеса, поэтому можно загадать любое желание. Среди традиционных народных праздников наиболее интересен румынский обряд плогушор приуроченный к 1 января и направленный на привлечение в Новом году хорошего урожая. В этот день мужчины с плужками ходят по соседним дворам и поют о предстоящих земледельческих работах, так как весна в Румынии наступает довольно рано

## Румынские новогодние традиции
Девушки в канун Нового года в Румынии гадают. Особенно любят гадать на суженого, а также на погоду в будущем году. В последнем случае луковицу делят на двенадцать долек по числу месяцев в году. Затем дольки-месяцы посыпают солью и оставляют на всю ночь. Утром смотрят, какие из них влажные, а какие сухие. Так судят, какой из месяцев в Новом году будет сухим, а какой — влажным. В первый день Нового года в Румынии традиционно ничего нельзя выбрасывать из дома, так можно на улицу выбросить удачу на целый год. Также в первый день года домочадцы не покидают своего жилища, пока в него не войдёт брюнет или шатен (согласно традиции, темноволосые люди приносят удачу и счастье, а рыжие и блондины — наоборот). Также Новый год по традиции нужно встречать с шумом, поскольку громкие звуки отгоняют злых духов.которые могут испортить вам праздник